# Peter Zak
Peter Zak (* 13. Mai 1965 in Los Angeles) ist ein US-amerikanischer Jazzpianist.

## Leben
Zak wuchs in Columbus (Ohio) auf; mit fünf Jahren begann er Klavier zu spielen. Nach dem Umzug seiner Familie nach Oakland kam er mit Jazzmusik in Berührung; er studierte zunächst Geschichte an der University of California, Berkeley. Daneben hatte er Klavier-Unterricht bei Susan Muscarella. Er spielte in verschiedenen Combos und Bigbands, so in Bands des Bassisten Herbie Lewis. In den folgenden Jahren spielte er in der Bay Area mit Frank Morgan, John Handy und Chico Freeman,  aber auch mit Larry Grenadier und Jeff Ballard sowie Phil Grenadier und Peck Allmond. Anschließend zog er nach New York City, wo er in Jazzclubs wie dem Augie’s und im Village Gate bei Jamsessions auftrat und mit Jazzmusikern wie Walt Weiskopf, Ryan Kisor und Jim Snidero arbeitete. 2004 nahm er mit einem Trio aus Al Foster und Paul Gill in New York für SteepleChase Records auf. Im folgenden Jahr erhielt er ein Kompositions-Stipendium der Doris Duke Foundation und von Chamber Music America. Zak unterrichtet seit 1995 an der New School for Jazz and Contemporary Music. Im Bereich des Jazz war er zwischen 1988 und 2013 an 32 Aufnahmesessions beteiligt, etwa mit Junior Cook, George Coleman, Etta Jones, Scott Hamilton, Eric Alexander und Jon Hendricks.

## Diskographische Hinweise
- Seed of Sin (SteepleChase 2007, mit Paul Gill, Quincy Davis)
- Down East (SteepleChase 2011, mit Peter Washington, Rodney Green)
- Nordic Noon(SteepleChase, 2012), mit Peter Washington, Billy Drummond
- The Eternal Triangle (SteepleChase, 2013) dto.
- Stephen Riley & Peter Zak: Haunted Heart (SteepleChase, 2015)
- Standards (SteepleChase, 2016), mit Jay Anderson, Billy Drummond
- Stephen Riley, Peter Zak: Deuce (SteepleChase, 2017)